# Snåltjärnen (Norsjö socken, Västerbotten)
Snåltjärnen är en sjö i Norsjö kommun i Västerbotten och ingår i Skellefteälvens huvudavrinningsområde.